# Мішель Ренуф
Міше́ль Рену́ф (в інших джерелах: Мікеле Ренауф; англ. Michele Renouf; до шлюбу Майнварінг, англ. Mainwaring; у першому шлюбі: Грязнофф, англ. Griaznoff; нар. 1946, Уайонг, Австралія) — британська і австралійська громадська діячка, кінематографістка, мистецтвознавиця, ревізіоністка Голокосту.

## Біографія
Народилася в Австралії в сім'ї шофера. У дитинстві знімалася в комерційних телевізійних передачах як балерина, модель та акторка. У 1968 р. завоювала титул «Міс Ньюкасл». Вивчала мистецтво в Національній школі мистецтв у Сіднеї. Отримала диплом з мистецтва та освіти; читала лекції з мистецтва та дослідженню ЗМІ в Квінслендського технологічного університету.
У 1991 р. одружилася з новозеландським фінансистом сером Френсісом Ренуфом (1918—1998) і відтоді називається Леді Ренуф (й після розлучення).
З 1999 р. до 2001 р. готувалася до здобуття наукового ступеня з психології релігії в Лондонському університеті. Авторка монографії «Вагнер і юдаїзм: натхненний або змовницький?» (англ. Wagner and Judaism: Inspirational or Conspiratorial?; 1997), доповіді «Мойсей і Вагнер: дві рекламні легенди в племінній містику» (англ. Moses and Wagner: Two Advertising Legends in Tribal Mystique; 1998).
З 2000 р. стала прихильницею ревізіонізму Голокосту.
З 2001 р. займається зйомками документального кіно. Перший документальний фільм «Палестинський альбом газетних вирізок: зовсім інша історія британського ветерана» (англ. Palestine Scrapbook: a British veteran's very different story; 2002, був, за твердженням сайту Ренуф [Архівовано 5 липня 2008 у Wayback Machine.], представлений в обох палатах британського Парламенту). Вступна частина другого фільму трилогії «Ізраїль спійманий на місці злочину» (англ. Israel In Flagrante. Caught in Acts of Twistspeak) був показаний на екрані Каїрської конференції 2004 року.

## Переконання і погляди
У своїй доповіді «Антихристиянський характер релігії голокосту», з яким Мішель Ренуф виступила на Міжнародній тегеранській конференції «Огляд голокосту: глобальне бачення», вона говорить про своє неприйняття юдаїзму («два великих пророка — Христос і Магомет) — бачили в юдаїзмі небезпечну людиноненависницьку суть»), про свій антисіонізм («спрямовані до створення Ізраїлю (поступово, протягом понад сторіччя, шляхом „зникнення корінного населення“ та захоплення землі), сіоністи вигнали більше половини палестинського населення, і досі ще по-звірячому пригнічують тих, які залишилися») і про ревізію Голокосту, підкреслюючи, що" на планеті має бути знайдено безпечне місце, де євреї можуть слідувати своїм переконанням, але не втручаючись в інші культури".
Мішель Ренуф є сподвижницю історика Девіда Ірвінга, що відбував тюремне ув'язнення в Австрії за заперечення голокосту; вона виступала на його захист на суді. У 2003 році Ренуф була виключена з лондонського Reform Club за те, що опублікувала в газеті Evening Standard лист на підтримку Ірвінга, підписавшись як член клубу. У своїх виступах Ренуф, зокрема заявляє, що юдаїзм «породжує расову перевагу». У виступі у Відні, куди вона прибула у зв'язку із засудженням Девіда Ірвінга, Ренуф заявила, що необхідно ексгумували єврейські «жертви голокосту» і подивитися, померли вони від тифу чи газу. Ренуф виступає проти законів, що передбачають кримінальне покарання за заперечення голокосту. Серед інших діячів антисіоністського руху, з якими Ренуф підтримує відносини, — Ернст Цюндель і Робер Форіссон.
Підтримує зв'язки з лідером євразійського руху в Росії — Олександром Дугіним.